# Euthalia evelina
Euthalia evelina är en fjärilsart som beskrevs av Stoll 1790. Euthalia evelina ingår i släktet Euthalia och familjen praktfjärilar. Inga underarter finns listade i Catalogue of Life.

## Bildgalleri

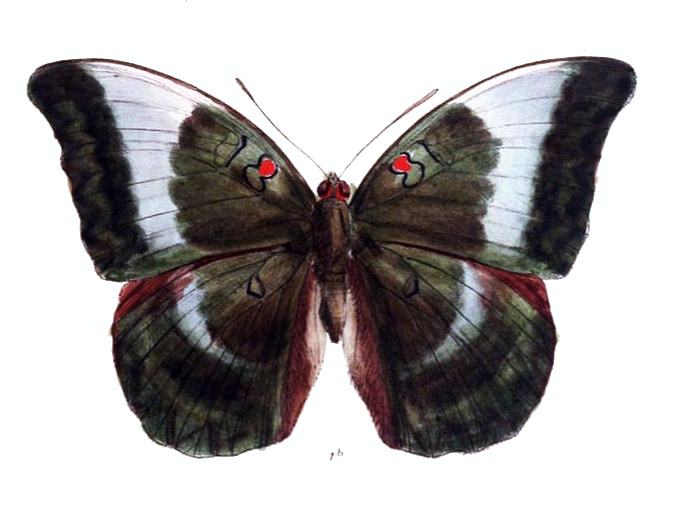
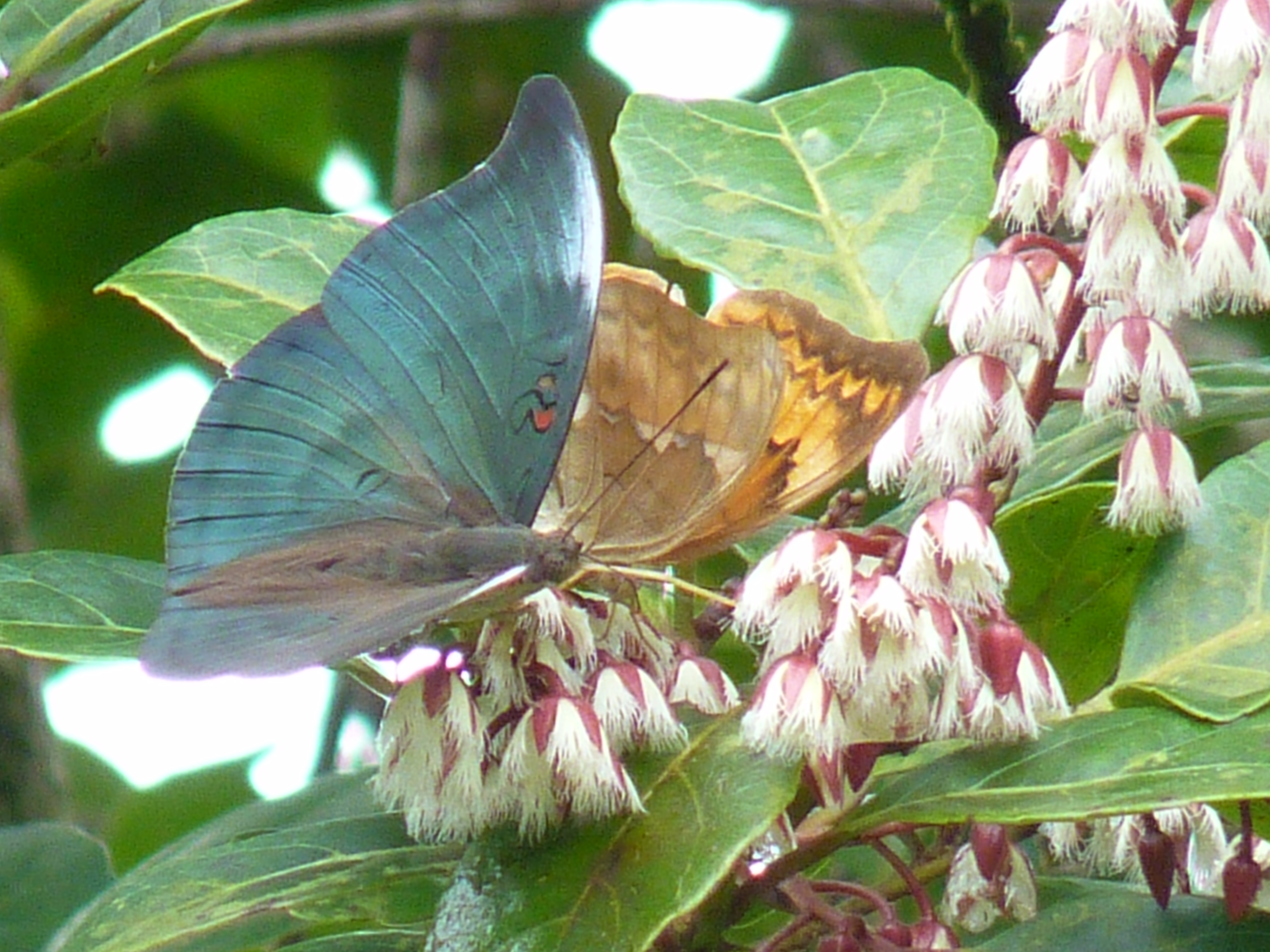